# Rózsaszínű álmok
A Rózsaszínű álmok (Ružové sny) 1977-es csehszlovák film Dušan Hanák rendezésében. Szeszélyes és költői stílusa ellenére ez volt az első közép-európai játékfilm, amely realista módon ráirányította a figyelmet a roma közösségre. Egyedülálló művészi teljesítményt jelentett a szlovák és a cseh filmgyártásban a Csehszlovákia 1968-as katonai megszállása utáni növekvő elnyomás időszakában. Tágabb értelemben a Rózsaszínű álmok  előremutató volt a közép-európai filmben azáltal, hogy egy olyan kisebbségi csoportot mutatott be, amelynek sorsáról akkoriban nem esett nyíltan szó, de utóbb egyike lett a közép-erurópai társadalmak kulcskérdéseinek. A közösségek összeütközését azzal az érzékeny, finom hozzáállással ábrázolja, amelyet a csehszlovák új hullámtól örökölt.

## Cselekmény
Jakub (Juraj Nvota), egy álmodozó postás egy álmos faluban, mindenkivel szemben csínyeket követ el, kiváltva ezzel apja (Anton Trón) neheztelését, anyja (Hana Slivková) azonban hallgatólagosan támogatja. Addig csodálja Jolanát (Iva Bittová) a szomszédos roma faluból amíg a lány enged neki. Mindkét család és mindkét közösség ellenük fordul, így Jakub elkövet még egy súlyos csínyt, amiről úgy gondolja, hogy hasznukra lesz, amikor vonatra ülnek, hogy a közeli városban együtt éljenek.
Kiderül azonban, hogy a pár két tagja ellenkező módon álmodik az életről. Jakub a a szabad cigányélet sztereotípiájának városi változatáról álmodik, míg Jolanta álma egy biztos, kiszámítható élet, távol a saját zajos közösségétől, és el is kezd tenni érte. Míg Jakub a fantáziából a börtönbe, majd ismét a fantáziába kerül, Jolanta állást szerez, és rájön, hogy Jakub nem az ő álmainak a férfija.
Jolanta visszatér a roma faluba, és férjhez megy Vojtóhoz, kitartó roma kérőjéhez (Ján Žigo), Jakub pedig visszatér szüleihez és ábrándjaihoz. Közben a cselekmény mellékszálán Irena, a városháza roma ügyintézője (Sally Salingová) és egy szlovák férfi, a városházán karbantartóként dolgozó Ondro (Milan Kiš), egy sokkal érettebb páros, szintén házasságot kötnek.

## Forgatókönyv
A forgatókönyvet Dušan Hanák és Dušan Dušek író közösen alkották 1974-1975-ben. A hatóságok egy évig késleltették a film forgatását, mivel Hanák és Dušek nem voltak hajlandók optimista befejezést írni hozzá. Mindkét szerző kutatásokat végzett a romák között, tanácsadójuk pedig Milena Hübschmannová volt, aki a roma nyelvű dialógusoknál is segített. A film egyes részeit külső helyszínen vették fel, Vásárhely községben.

## Szereposztás
| Színész                  | Szerep                                         |
| ------------------------ | ---------------------------------------------- |
| Juraj Nvota              | Jakub                                          |
| Iva Bittová              | Jolana Danielová                               |
| Zuzana Kronerová         | Jolana Danielová (hang)                        |
| Hana Slivková            | Anya                                           |
| Žofia Martišová          | Anya (hang)                                    |
| Anton Trón               | Apa                                            |
| Štefan Figura            | Apa (hang)                                     |
| Josef Hlinomaz           | Anton bácsi                                    |
| Ľudovít Greššo           | Anton bácsi (hang)                             |
| Libuše Havelková         | Elenka, a postahivatal vezetője                |
| Václav Babka             | Babjak úr, postai alkalmazott                  |
| Marie Motlová            | Múčková asszony                                |
| Božena Slabejová         | Múčková asszony (hang)                         |
| Míla Beran               | Múčka úr, a férje                              |
| Dano Živojnovič          | Múčka úr (hang)                                |
| Naďa Hejná               | Nagyi                                          |
| Sally Salingová          | Irena, ügyintéző a városházán                  |
| Milan Kiš                | Ondro, karbantarttó a városházán, Irena kérője |
| Viera Součková           | Kveta, Jolana barátnője                        |
| Zita Furková             | Kveta, Jolana barátnője (hang)                 |
| Ján Žiga                 | Vojto, Irena barátja, Jolana kérője            |
| Arpád Rigo               | Dežo Daniel, Jolana testvére                   |
| Ivan Rajniak             | Dežo Daniel, Jolana testvére (hang)            |
| Věra Bílá                | Gita, Jolana nővére                            |
| Verona Ferčáková         | Jolana nagymamája                              |
| Margita Gašparová        | Danielová asszony, Jolana anyja                |
| Ján Giňa                 | Daniel úr, Jolana apja                         |
| Margita Miková           | Rigová asszony, a várandós lány anyja          |
| Marián Labuda            | bolti vezető                                   |
| Ľudovít Kroner           | Marcel, a falu bolondja                        |
| Jozef Kroner (1924-1998) | Marcel, a falu bolondja (hang)                 |
| Ondrej Redai             | Mirga, halottaskocsi sofőrje                   |
| Štefan Mandžár           |                                                |
| Viera Kalejová           |                                                |
| Helena Demeterová        |                                                |

A szinkronszerepek sokasága a szereposztásból adódik. Dušan Hanák azt akarta, hogy a Rózsaszínű álmok-ban kevéssé ismert és autentikus színészek szerepeljenek. Cseh anyanyelvű színészeket választott, hogy új arcokat hozzon a szlovák filmművészetbe, de ezek közül csak Libuše Havelková és kisebb mértékben Václav Babka beszéltek annyira szlovákul, hogy ne legyen szükségük szinkronra.

## Bemutatása
A csehszlovák hatóságok csak korlátokkal engedélyezték a film forgalomba hozatalát. 1996-ban megkapta a csehszlovák kritikusok díját és 1977-ben a pozsonyi filmfesztivál közönségdíját. Ez volt az egyedüli szlovák film az 1970-es években, amit külföldön is játszottak. A Rózsaszínű álmok maradt Dušan Hanák legnépszerűbb filmje. Amikor a rendszerváltozás után megjelent VHS-en, a roma közösség kedvence lett mind Szlovákiában, mint Csehországban.
A filmet 2007-ben DVD-n is kiadták angol felirattal.

## Fordítás
- Ez a szócikk részben vagy egészben  a   Rosy Dreams című angol Wikipédia-szócikk ezen változatának fordításán alapul.  Az eredeti cikk szerkesztőit annak laptörténete sorolja fel. Ez a jelzés csupán a megfogalmazás eredetét és a szerzői jogokat jelzi, nem szolgál a cikkben szereplő információk forrásmegjelöléseként.